# Segunda Categoría del Guayas 2007
El Campeonato Provincial de Segunda Categoría de Guayas 2007 es un torneo de fútbol en Ecuador en el cual compiten equipos de la provincia de Guayas. El torneo es organizado por la Asociación de Fútbol del Guayas (AsoGuayas) y es avalado por la Federación Ecuatoriana de Fútbol. El torneo inició el 29 de abril de 2007. 
Participan 20 clubes de fútbol que disputarán la clasificación al torneo nacional de segunda categoría, que a su vez les dará la oportunidad de ascender a la Serie B para el siguiente año. El torneo consta de dos etapas regulares, luego dos cuadrangulares, luego semifinales (ida y vuelta) más una final a un solo partido.

## Equipos participantes
Participan la mayoría de los clubes de fútbol que estén afiliados a la Asociación de Fútbol del Guayas. En total participan un total de 20 equipos en la primera etapa, de los cuales 8 llegarán a la segunda etapa, que se juegan en dos cuadrangulares y clasifican 4 equipos.  Finalmente habrá una liguilla final de la cual saldrá el campeón
| Equipos participantes  | Equipos participantes | Equipos participantes  |
| ---------------------- | --------------------- | ---------------------- |
| 9 de Octubre           | Atlético Daule        | A.D. Naval             |
| Academia Alfaro Moreno | Calvi                 | Carlos Borbor          |
| Don Café               | ESPOL                 | Estudiantes del Guayas |
| Everest                | Fedeguayas            | L.D. Estudiantil       |
| Liga de Guayaquil      | Liceo Cristiano       | Norte América          |
| Paladín "S"            | Panamá                | Patria                 |
| Rocafuerte F.C.        | Sur y Norte           |                        |

## Resultados
Los horarios corresponden a la hora de Ecuador (UTC-5)

### Primera fase

#### Grupo A
| Equipo                 | Pts | PJ | PG | PE | PP | GF | GC | Dif |
| ---------------------- | --- | -- | -- | -- | -- | -- | -- | --- |
| 9 de Octubre           | 25  | 9  | 8  | 1  | 0  | 27 | 6  | 21  |
| Patria                 | 20  | 9  | 6  | 2  | 1  | 42 | 5  | 37  |
| Academia Alfaro Moreno | 18  | 9  | 5  | 3  | 1  | 20 | 6  | 14  |
| Liceo Cristiano        | 17  | 9  | 5  | 2  | 2  | 18 | 9  | 9   |
| Atlético Daule         | 14  | 8  | 4  | 2  | 2  | 20 | 15 | 5   |
| Paladín "S"            | 9   | 8  | 3  | 0  | 5  | 10 | 22 | -12 |
| Calvi                  | 6   | 8  | 2  | 0  | 6  | 6  | 37 | -31 |
| Carlos Borbor          | 6   | 9  | 1  | 3  | 5  | 7  | 14 | -7  |
| L.D. Estudiantil       | 4   | 9  | 1  | 1  | 7  | 6  | 28 | -22 |
| Everest                | 3   | 8  | 1  | 0  | 7  | 6  | 20 | -14 |

#### Grupo B
| Equipo                 | Pts | PJ | PG | PE | PP | GF | GC | Dif |
| ---------------------- | --- | -- | -- | -- | -- | -- | -- | --- |
| Norte América          | 19  | 8  | 6  | 1  | 1  | 17 | 5  | 12  |
| ESPOL                  | 18  | 9  | 5  | 3  | 1  | 30 | 6  | 24  |
| Panamá                 | 16  | 9  | 4  | 4  | 1  | 27 | 7  | 20  |
| Liga de Guayaquil      | 16  | 9  | 4  | 4  | 1  | 16 | 10 | 6   |
| Fedeguayas             | 15  | 9  | 4  | 3  | 2  | 23 | 10 | 13  |
| Rocafuerte F.C.        | 14  | 9  | 4  | 2  | 3  | 21 | 10 | 11  |
| Estudiantes del Guayas | 9   | 9  | 3  | 0  | 6  | 12 | 31 | -19 |
| Sur y Norte            | 7   | 9  | 2  | 1  | 6  | 5  | 43 | -38 |
| A.D. Naval             | 6   | 8  | 2  | 0  | 6  | 11 | 15 | -4  |
| Don Café               | 3   | 9  | 1  | 0  | 8  | 4  | 29 | -25 |

### Segunda fase

#### Grupo A
| Equipo                 | Pts | PJ | PG | PE | PP | GF | GC | Dif |
| ---------------------- | --- | -- | -- | -- | -- | -- | -- | --- |
| Academia Alfaro Moreno | 10  | 5  | 3  | 1  | 1  | 11 | 6  | 5   |
| ESPOL                  | 9   | 6  | 2  | 3  | 1  | 8  | 8  | 0   |
| Liga de Guayaquil      | 6   | 6  | 1  | 3  | 2  | 7  | 9  | -2  |
| 9 de Octubre           | 3   | 5  | 0  | 3  | 2  | 3  | 6  | -3  |

#### Grupo B
| Equipo          | Pts | PJ | PG | PE | PP | GF | GC | Dif |
| --------------- | --- | -- | -- | -- | -- | -- | -- | --- |
| Patria          | 13  | 6  | 4  | 1  | 1  | 11 | 3  | 8   |
| Panamá          | 9   | 6  | 2  | 3  | 1  | 6  | 4  | 2   |
| Norte América   | 5   | 6  | 1  | 2  | 3  | 4  | 7  | -3  |
| Liceo Cristiano | 5   | 6  | 1  | 2  | 3  | 1  | 8  | -7  |

### Tercera fase

#### Liguilla final
| Equipo                 | Pts | PJ | PG | PE | PP | GF | GC | Dif |
| ---------------------- | --- | -- | -- | -- | -- | -- | -- | --- |
| Panamá                 | 9   | 3  | 3  | 0  | 0  | 6  | 3  | 3   |
| Academia Alfaro Moreno | 4   | 3  | 1  | 1  | 1  | 5  | 3  | 2   |
| Patria                 | 2   | 3  | 0  | 2  | 1  | 3  | 4  | -1  |
| ESPOL                  | 1   | 3  | 0  | 1  | 2  | 2  | 6  | -4  |